# Сёдерстрём, Уве
У́ве Сёдерстрём (англ. Ove Söderström; род. 8 марта 1939) — шведский кёрлингист.
В составе мужской сборной Швеции по кёрлингу участник и серебряный призёр чемпионата мира 1967. Чемпион Швеции среди мужчин.
Играл на позиции первого.

## Достижения
- Чемпионат мира по кёрлингу среди мужчин: серебро (1967).
- Чемпионат Швеции по кёрлингу среди мужчин: золото (1967).

## Команды
| Сезон   | Четвёртый | Третий         | Второй        | Первый         | Турниры            |
| ------- | --------- | -------------- | ------------- | -------------- | ------------------ |
| 1966—67 | Боб Вудс  | Тотте Окерлунд | Бенгт аф Клен | Уве Сёдерстрём | ЧШМ 1967 · ЧМ 1967 |

(скипы выделены полужирным шрифтом)